# Хрибляне
Хрибляне (словен. Hribljane) — поселення в общині Церкниця, Регіон Нотрансько-крашка, Словенія. Висота над рівнем моря: 671,2 м.